# David Cheriton
David Ross Cheriton (né le 29 mars 1951) est un professeur canadien de l'Université Stanford qui a investi dans les entreprises de nouvelles technologies. Avec une fortune estimée à 3,1 milliards de dollars (mars 2015), Cheriton a été classé par Forbes comme le 13e Canadien le plus riche et 628e dans le monde.

## Formation
Né à Vancouver, Cheriton a fréquenté les écoles publiques du quartier Highlands dans le voisinage d'Edmonton, Alberta, Canada.
Ayant demandé les spécialités mathématiques et musique, il a brièvement étudié à l'université d'Alberta. Ayant été refusé du programme de musique, Cheriton a continué à étudier les mathématiques et a obtenu son bac (bachelor) à l'Université de la Colombie-Britannique en 1973. Cheriton obtient sa maitrise et son doctorat en informatique de l'Université de Waterloo, respectivement en 1974 et 1978.
Il a passé 3 ans comme professeur assistant à l'Université de la Colombie-Britannique avant de partir pour Stanford en 1981.

## Recherches
Cheriton a créé et dirigé le groupe des systèmes distribués à l'université de Stanford. Ce groupe a développé le système d'exploitation V-System (en).

## Entreprises
Cheriton cofonde Granite Systems avec Andy Bechtolsheim, une entreprise développant des produits gigabit Ethernet ; Granite est acheté par Cisco Systems
en 1996.
En août 1998, les étudiants de Stanford Sergey Brin et Larry Page rencontrent Bechtolsheim sous le porche de Cheriton. Bechtolsheim signe le premier chèque pour la création de l'entreprise, Google. Lors de la rencontre, Cheriton investit 100 000 dollars.
En 2001, Cheriton et Bechtolsheim créent une autre start-up Kealia située à Palo Alto. Kealia développe Magnum, un switch InfiniBand de haute capacité ; Galaxy, une série de serveurs lames basée sur les microprocesseurs AMD Opteron ; et Thumper, un serveur de stockage en réseau. Kealia est acheté par Sun Microsystems en 2004, Thumper devient le Sun Fire X4500,.
Par la suite, David Cheriton cofonde (de nouveau avec Bechtolsheim) et devient chef d'un fabricant de switchs 10 Gigabit,.
Cheriton est un investisseur et est au conseil d'administration de Aster Data Systems (en), un des premiers investisseurs de l'entreprise en publicité vidéo Zunavision, et il a créé OptumSoft.

## Style de vie
Bien que son investissement dans Google dépasse le milliard de dollars, Cheriton a la réputation de mener une vie frugale, excluant les voitures de luxe ou les grandes maisons. Il a été classé dans la liste des "10 milliardaires radins".
Le 18 novembre 2005, l'Université de Waterloo annonce que Cheriton donne 25 millions de dollars pour soutenir les études supérieures et la recherche de l'école d'informatique. Par reconnaissance pour ce don, l'école est renommée "David R. Cheriton School of Computer Science".
Le 18 janvier 2010, Cheriton donne 2 millions de dollars à l'Université de la Colombie-Britannique, qui sert à financer la Carl Wieman Science Education Initiative (CWSEI).

## Vie personnelle
En 1980, Cheriton se marie avec Iris Fraser. Ils ont divorcé en 1994. Ils ont quatre enfants,.